# Belshazzar
Cet article concerne l'œuvre lyrique. Pour le roi de Babylone cité dans le Livre de Daniel, voir Balthazar (roi).
Belshazzar (HWV 61) est un oratorio en trois actes de Georg Friedrich Haendel composé entre août et octobre 1744.
La trame du livret écrit par Charles Jennens est tirée du chapitre 5 du livre de Daniel (le festin de Balthazar), appuyé par les prophéties de Jérémie et d'Isaïe.
Œuvre pessimiste, Belshazzar montre l'effondrement de l'empire de Babylone et constitue une leçon sur la fragilité des empires.
L'oratorio est composé pour soprano, 2 altos, 2 ténors et 2 basses soli, chœur mixte à 4 voix, parfois élargi à 6 voix et orchestre.